# Морозов, Иван Дмитриевич (хоккеист)
Иван Дмитриевич Морозов (род. 5 мая 2000, Верхняя Салда, Свердловская область) — российский хоккеист, нападающий московского «Спартака». Мастер спорта России (2021).

## Биография
Хоккеем начал заниматься с 3,5 лет. Занимался в Нижней Салде в секции хоккея у Евгения Танкиевского.
В 2008 году переехал в Тюмень, тренировался у Олега Таубера. В 2010—2014 годах играл за юношеские команды «Газовик», «Газовик-2» и «Тюменский легион». В 14 лет вслед за тренером переехал в Ханты-Мансийск — в колледж олимпийского резерва. С 2015 года — в системе ханты-мансийской «Югры». 20 января 2018 года провёл единственный матч за клуб в КХЛ — в гостях против «Трактора» (1:2). В 2018 году перешёл в петербургский СКА, за который дебютировал 14 ноября 2018 года в домашней игре против «Адмирала» (8:2).
Бронзовый призёр молодёжного чемпионата мира 2019. Серебряный призёр молодёжного чемпионата мира 2020.
27 декабря 2021 года, в результате обмена на денежную компенсацию, стал игроком «Сочи». 26 апреля 2022 года заключил контракт начального уровня на два года с «Вегас Голден Найтс», соглашение между сторонами вступило в силу с сезона 2022/23, до этого выступал за «Хендерсон Силвер Найтс» — фарм-клуб «Вегаса». 31 июля 2022 года, в рамках обмена между СКА и «Спартаком», права в КХЛ на Морозова перешли московскому клубу. В сезоне 2022/23 сыграл в АХЛ 58 матчей и набрал 17 (6+11) очков. 10 июля 2023 года «Спартак» согласовал с «Вегасом» аренду Морозова до конца сезона 2023/24. В сезоне 2023/24 провёл за клуб 37 матчей в регулярном чемпионате КХЛ и набрал 38 (11+27) очков, в плей-офф на его счету восемь (3+5) очков в 11 играх. 17 июля 2024 года заключил со «Спартаком» двухлетний контракт. 14 ноября 2024 года в матче против «Северстали» (4:1) Морозов оформил свой первый хет-трик в КХЛ.